# Arancia Rossa di Sicilia
La definizione Arancia rossa di Sicilia (IGP) è usata per individuare alcune varietà di arance a Indicazione geografica protetta (IGP) coltivate in numerosi centri delle province di Catania, Enna e Siracusa.

## Varietà
La denominazione IGP riconosce come arance rosse di Sicilia le seguenti varietà:
- Tarocco, con i cloni: Tarocco Comune, Tarocco Galice, Tarocco Gallo, Tarocco Messina, Tarocco dal Muso, Tarocco Nucellare 57-IE-1, Tarocco Nucellare 61-1E-4, Tarocco Catania, Tarocco Scirè, Tarocco rosso; ha polpa aranciata screziata di rosso. Di origine italiana.
- Moro, con i seguenti cloni: Moro Comune, Moro Nucellare 58-8D-l; ha polpa rosso vino molto intenso, quasi nera. Di origine italiana.
- Sanguinello, con le varietà ed i cloni: Sanguinello Comune, Sanguinello Moscato, Sanguinello Moscato Nucellare 49-5-3, Sanguinello Moscato Nucellare 49-5-5, Sanguinello Moscato Cuscunà; ha polpa simile alla tarocco ma caratterizzata da un rosso rubino più carico e diffuso. Di origine spagnola.

## Caratteristiche
Le arance si presentano con buccia di colore arancione acceso con sfumature rosse variabili a seconda delle varietà e del momento di raccolta.
Il Disciplinare di produzione della Indicazione Geografica Protetta "Arancia rossa di Sicilia" è regolata dalla Circolare del Ministero per le Politiche Agricole – GURI n. 240 del 14 ottobre 1997 che ha determinato l'Iscrizione nel "Registro delle denominazioni di origine protette e delle indicazioni geografiche protette" ai sensi del Reg. CE n. 1107/96.

## Limitazioni all'uso dell'IGP

Logo del consorzio di tutela Arancia Rossa di Sicilia

L'indicazione geografica protetta (IGP) "Arancia rossa di Sicilia" è riservata ai frutti pigmentati.
La IGP Indicazione geografica protetta è un marchio di qualità che viene attribuito ad un prodotto la cui origine avviene in un'area geografica determinata. Chi produce IGP deve quindi attenersi alle rigide regole del disciplinare di produzione, ed il rispetto di tali regole è garantito dall'organismo di controllo.

## Zona di produzione
La zona di produzione dell'Arancia Rossa di Sicilia comprende i comuni della Sicilia orientale idonei alla coltivazione e sono così individuati:
- Provincia di Catania - territorio nei seguenti comuni:
  - Adrano
  - Belpasso
  - Biancavilla
  - Caltagirone
  - Castel di Iudica
  - Catania
  - Grammichele
  - Licodia Eubea
  - Mazzarrone
  - Militello in Val di Catania
  - Mineo
  - Misterbianco
  - Motta Sant'Anastasia
  - Palagonia
  - Paternò
  - Ramacca
  - Santa Maria di Licodia
  - Scordia
- Provincia di Enna - territorio nei seguenti comuni:
  - Catenanuova
  - Centuripe
  - Regalbuto
- Provincia di Siracusa - territorio nei seguenti comuni:
  - Augusta
  - Buccheri
  - Carlentini con la frazione di Pedagaggi
  - Floridia
  - Francofonte
  - Lentini
  - Melilli
  - Priolo Gargallo
  - Siracusa
  - Solarino
  - Sortino

## Caratteristiche dei frutti degli agrumi
I frutti di "Arancia rossa di Sicilia" all'atto dell'immissione al consumo devono rispondere a caratteristiche specifiche tipiche della varietà cui appartengono.

### Tarocco
- forma: obovata o globosa, con base più o meno prominente ("muso" lungo o corto);
- colore della buccia: arancio con parti colorate in rosso granato più o meno intenso;
- colore della polpa: arancio con screziature rosse più o meno intense in relazione al periodo di raccolta;
- calibro: minimo 10 (diametro 60/68 mm);
- resa in succo: minima 40%, determinata mediante spremiagrumi con birillatrice;
- contenuto di solidi solubili totali nel succo: minimo 10,0 espresso in gradi Brix;
- rapporto di maturazione: minimo 7,0, determinato come rapporto Brix/acidi, esprimendo gli acidi come acido citrico anidro.

### Moro
- forma: globosa o ovoidale;
- colore della buccia: arancio con sfumature più intense color vinaccia su un lato del frutto;
- colore della polpa: interamente rosso vinoso a maturazione avanzata;
- calibro: minimo 10 (diametro 60/68 mm);
- resa in succo: minima 40%, determinata mediante spremiagrumi con birillatrice;
- contenuto di solidi solubili totali nel succo: minimo 10, espresso in gradi Brix;
- rapporto di maturazione: minimo 6,5, determinato come rapporto Brix/acidi, esprimendo gli acidi come acido citrico anidro. Può essere tollerato il rapporto di 5,5 per i frutti raccolti nel mese di dicembre;

### Sanguinello
- forma: globosa o obovata;
- colore della buccia: arancio con sfumature rosse;
- colore della polpa: arancio con screziature rosse;
- calibro: minimo 10 (diametro 60/68 mm);
- resa in succo: minima 40% determinata mediante spremiagrumi con birillatrice;
- contenuto di solidi solubili totali nel succo: minimo 10,0 espresso in gradi Brix;
- rapporto di maturazione: minimo 8,0 determinato come rapporto Brix/acidi, esprimendo gli acidi come acido citrico anidro.